# Sierning
Sierning osztrák mezőváros Felső-Ausztria Steyrvidéki járásában. 2019 januárjában 9329 lakosa volt. 

## Elhelyezkedése

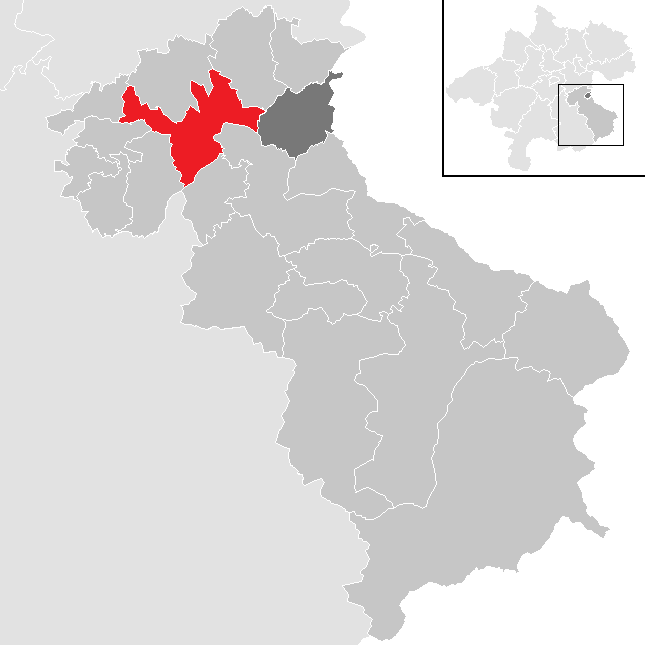
Sierning a Steyrkörnyéki járásban

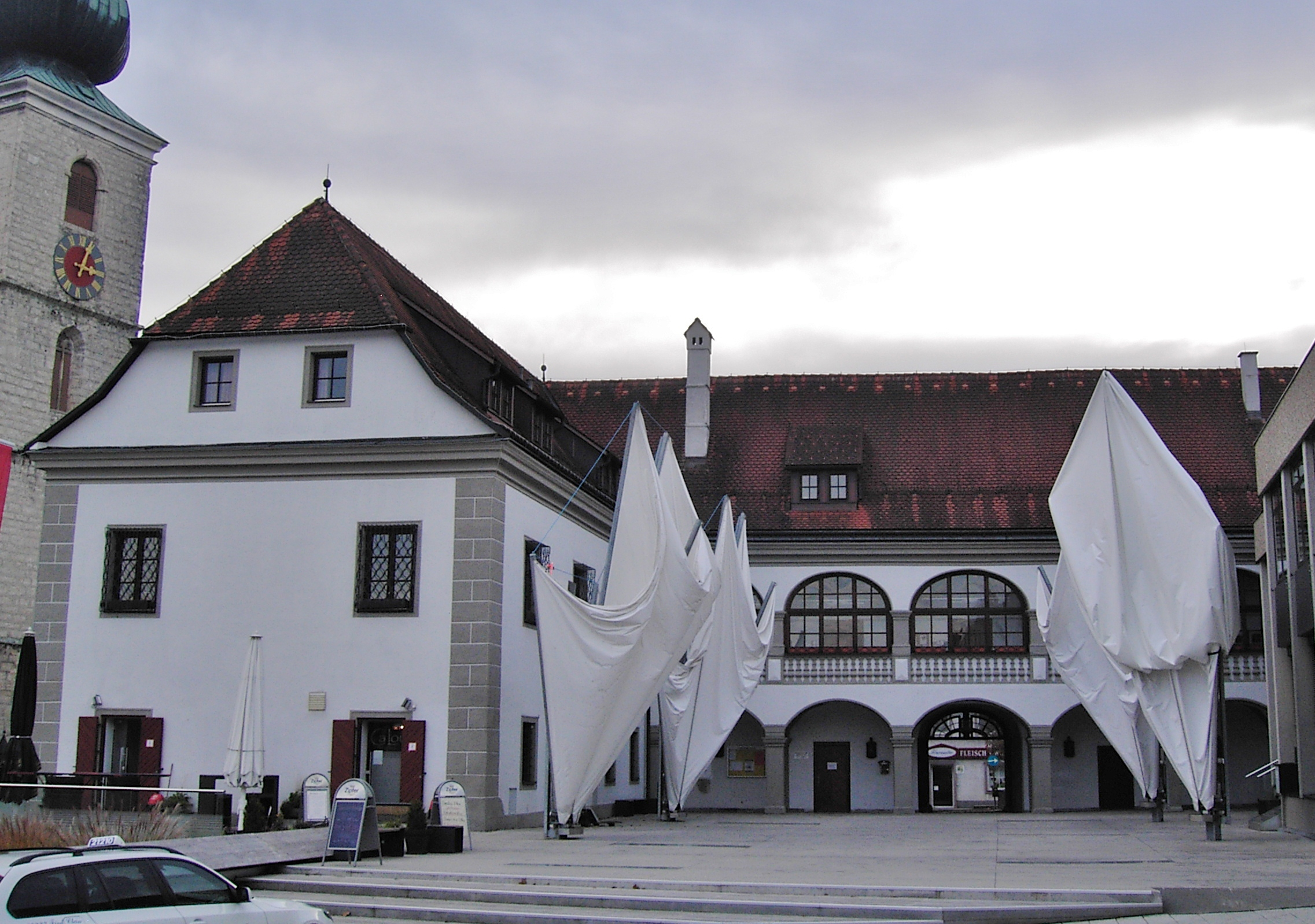
A sierningi kastély

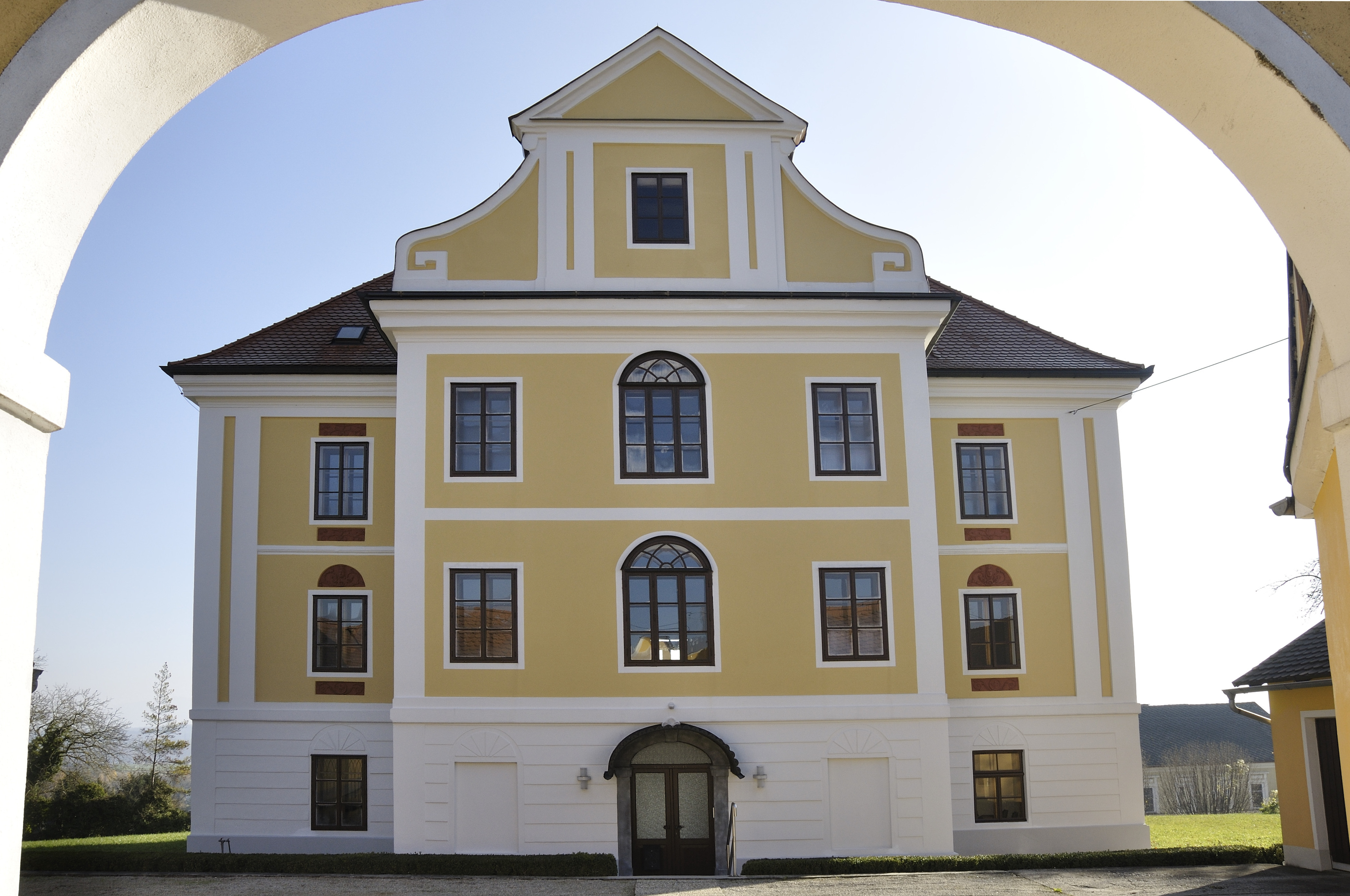
A katolikus plébánia

Sierning a tartomány Traunviertel régiójában fekszik, Steyrtől közvetlenül nyugatra. Déli határát a Steyr folyó alkotja. Az önkormányzat két településrészt egyesít: Neuzeug (5336 lakos 2019-ben) és Sierning (3993 lakos). 
A környező önkormányzatok: északra Schiedlberg, északkeletre Wolfern, keletre Steyr, délkeletre Garsten, délre Aschach an der Steyr, délnyugatra Waldneukirchen, nyugatra Bad Hall, északnyugatra Rohr im Kremstal.  

## Története
Szórványos leletek arra utalnak, hogy Sierning területe a római időkben is lakott volt, erre haladhatott el a Krems és Steyr folyók közötti út. A népvándorlás végén szlávok telepedtek meg a régióban. Első említése 777-ből származik, a kremsmünsteri apátság alapítólevelében (mint Sirnicha). A régió eredetileg a Bajor Hercegséghez tartozott, a 12. században került át Ausztriához. Sierning gazdaságát, akárcsak a szomszédos Steyrét, a stájer vas feldolgozása, a kés- és fegyverkészítés határozta meg évszázadokon át. 1588-ban innen indult el a második felső-ausztriai parasztfelkelés, amely aztán az egész Eisenwurzen régióra kiterjedt. Az 1626-os parasztháború során a plébániából átalakított sierningi kastály volt a lázadók egyik vezérének, Stefan Fadingernek a főhadiszállása. 
Az 1848-as forradalom utáni közigazgatási reform eredményeképpen 1851-ben megalakult Sierning községi önkormányzata is. 1891-ben megépült a Bad Hall-ba vezető keskenyvágányú vasút, a Rudolfsbahn szárnyvonala, amely áthaladt Sierningen is. A vonalat 1967-ben zárták be. 
Az 1838-as Anschluss után közigazgatási reformot hajtottak végre és Sierninget Steyrhez csatolták. A második világháború után a község ismét önállóvá vált, bár Gründberg keleti fele a városnál maradt. Sierninget 1977-ben mezővárosi rangra emelték. 

## Lakosság
A sierningi önkormányzat területén 2019 januárjában 9329 fő élt. A lakosságszám 1981 óta gyarapodó tendenciát mutat. 2017-ben a helybeliek 90,8%-a volt osztrák állampolgár; a külföldiek közül 1,2% a régi (2004 előtti), 3,2% az új EU-tagállamokból érkezett. 3,2% a volt Jugoszlávia (Szlovénia és Horvátország nélkül) vagy Törökország, 1,7% egyéb országok polgára volt. 2001-ben a lakosok 79,4%-a római katolikusnak, 6,1% evangélikusnak, 3% mohamedánnak, 10,1% pedig felekezeten kívülinek vallotta magát. Ugyanekkor 14 magyar élt a mezővárosban; a németek (94,7%) mellett a legnagyobb nemzetiségi csoportokat a horvátok (1,7%) és a bosnyákok (1,1%) alkották.
A népesség változása:

| 2016 | 9 218 |
| 2018 | 9 371 |

## Látnivalók
- a gótikus Szt. István-plébániatemplom
- a sierninghofen-neuzeugi modern Szt. Bertalan-templom
- a reneszánsz sierningi kastély
- a Wahlmühle-ház (volt sörfőzde)
- a katolikus plébánia

## Fordítás
- Ez a szócikk részben vagy egészben  a   Sierning című német Wikipédia-szócikk ezen változatának fordításán alapul.  Az eredeti cikk szerkesztőit annak laptörténete sorolja fel. Ez a jelzés csupán a megfogalmazás eredetét és a szerzői jogokat jelzi, nem szolgál a cikkben szereplő információk forrásmegjelöléseként.